# Бураков Анатолій Віссаріонович
Бураков Анатолій Віссаріонович (рос. Бураков Анатолий Виссарионович; 14 жовтня 1919, Буракови, В'ятська губернія, РСФРР — 30 серпня 2001, Парутине, Миколаївська область, Україна) — український археолог російського походження, кандидат історичних наук (з 1970). Учасник Другої світової війни.

## Біографічні відомості
У 1951 році закінчив Ленінградський університет. З 1951 по 1953 рік працював молодшим науковим співробітником в Інституті археології АН УРСР. Від 1953 працював у історико-археологічному заповіднику «Ольвія» (с. Парутине, Очаківський район): спочатку молодшим, а потім старшим науковим співробітником, також завідувачем заповідника, консультантом.
Уперше провів великомасштабні, планомірні розкопки пам'ятки давньогрецьких часів в Нижньому Побужжі — Козирського городища поблизу Ольвії. З 1973 року по 1977 разом з учнями, серед яких був Валерій Отрішко — уперше провів археологічну розвідку від Одеської затоки до Північного Криму, що дало змогу встановити кордони Ольвійської держави на різних етапах існування.
З 1972 року по 1978 рік вперше здійснив розкопки низки городищ і поселень ольвійської периферії перших століть н. е.: Мис Петухівка — 2, Стара Богданівка — 2, Дніпровське-2, Станіслав, Скелька, Золотий Мис, а також розробив їх періодизацію. Результати досліджень узагальнив у праці «Хора Ольвії перших сторіч нової ери», що увійшла згодом до колективного видання «Сільська округа Ольвії» (Москва, 1989), де вперше в історіографії проведено комплексне дослідження хори Ольвії VI ст. до н. е. — III ст. н. е.
Автор праць зі стародавньої історії Південної України, Ольвійського поліса та історико-археологічного заповідника «Ольвія».

## Вшанування пам'яті
У місті Миколаїв вулицю Очаківську перейменували на вулицю Анатолія Буракова.

## Вибрані праці
- Бураков А. В. Козырское городище рубежа и первых столетий нашей эры. — К., 1976. — 160 с. (рос.)
- Бураков А. В. Исследования Козырского городища // Краткие сообщения Института археологии АН УССР, 1957. — Т. 7. — С. 81—82. (рос.)
- Бураков А. В. Городище біля с. Козирки поблизу Ольвії // Археологічні пам'ятки УРСР. — 1962. — T. 11. — С. 49—96.
- Бураков А. В. Известково-гипсовые карнизы и фрески Козырского городища // Культура античного мира. — М., 1966. — С. 59—62. (рос.)[2].